# أليكس كروك
أليكسندرا «أليكس» كروك (بالإنجليزية: Alexandra "Alex" Croak) هي غطاسة أسترالية ولدت في يوم 9 يوليو 1984 في مدينة كوفس هاربر في نيوساوث ويلز في أستراليا، أبرز إنجازاتها كان فوزها بالميدالية الفضية في بطولة العالم للسباحة 2011 في شنغهاي في القفز المنفرد. وفازت أيضاً بميدالية الفرق في دورة ألعاب الكومنولث 2002 في مانشستر.

## روابط خارجية
- أليكس كروك على موقع الاتحاد الدولي للسباحة (الإنجليزية)
- أليكس كروك على موقع الاتحاد الدولي للجمباز (biography) (الإنجليزية)
- أليكس كروك على موقع اللجنة الأولمبية الدولية (الإنجليزية)
- أليكس كروك على موقع أوليمبيديا (الإنجليزية)
- أليكس كروك على موقع اللجنة الأولمبية الأسترالية (الإنجليزية)
- أليكس كروك على موقع اتحاد ألعاب الكومنولث (مؤرشف) (الإنجليزية)
- أليكس كروك على موقع اتحاد ألعاب الكومنولث (مؤرشف) (الإنجليزية)
- أليكس كروك على موقع دورة ألعاب الكومنولث 2006 (مؤرشف) (الإنجليزية)